# Revolución de 1934 en Cantabria
El desarrollo de los hechos revolucionarios de 1934 en Cantabria no llegó a tener la gravedad que en la vecina región de Asturias (ver Revolución de Asturias de 1934) o Cataluña (Proclamación del Estado Catalán en octubre de 1934). Sin embargo las huelgas y enfrentamientos dejaron un saldo de once muertos y numerosos detenidos y procesados por Consejos de Guerra en la región.

## Contexto histórico
Tras las elecciones generales del 19 de noviembre de 1933, en las que vence la Confederación Española de Derechas Autónomas (CEDA) con 115 escaños, seguida por el Partido Republicano Radical (104 escaños) y el Partido Socialista Obrero Español (PSOE, 58 escaños), los radicales forman un gobierno en minoría presidido por Alejandro Lerroux y apoyado por la CEDA. Pasados unos meses, en octubre de 1934, la CEDA exige una remodelación del gobierno radical para seguir apoyándolo; en dicha remodelación se debían incluir ministros cedistas. Ante esto, el presidente de la República, Niceto Alcalá-Zamora insiste a Lerroux en la inclusión de tres ministros de la CEDA en el gobierno. Es la entrada de estos cedistas en el gobierno, y la negativa de las fuerzas de izquierda a que eso sucediera, lo que da lugar a los sucesos revolucionarios.

## La huelga general en España
El día 5 de octubre la Unión General de Trabajadores comienza una huelga general en Madrid, que no es secundada por la Confederación Nacional de Trabajadores; la CNT sólo apoyaría a la UGT en la región asturiana. En el País Vasco la UGT apoya la huelga, mientras que los partidos nacionalistas no lo hacen. En Cataluña los nacionalistas de Esquerra Republicana de Catalunya proclaman el Estado Catalán dentro de la República Federal Española. En Asturias la unión de socialistas, anarquistas y también comunistas, bien organizados, logra el control de la provincia, incluyendo sus fábricas de armas. Ante estos hechos el gobierno se decide a mandar al ejército a Asturias y Cataluña, siendo empleado también en otras zonas.

## Cantabria
- Día 5 de octubre:

En Cantabria la huelga comenzó el día 5 de octubre, principalmente en los núcleos industriales de la región, aunque no exclusivamente. Así en la cuenca del Besaya los obreros industriales inician el paro a las cinco de la tarde, sumándose poco después a éstos los trabajadores de la hostelería y el comercio. En Santander hay algunos incidentes en Nueva Montaña-Quijano. En Camargo también paran los obreros de Standard Eléctrica, Cros, etc. En Potes los revolucionarios toman el cuartel de la Guardia Civil, deteniendo a sus ocupantes, para a continuación formar un Comité Revolucionario; en los siguientes días se retiran hacia las montañas ante el avance de fuerzas gubernamentales por el desfiladero de La Hermida.
- Día 6 de octubre:

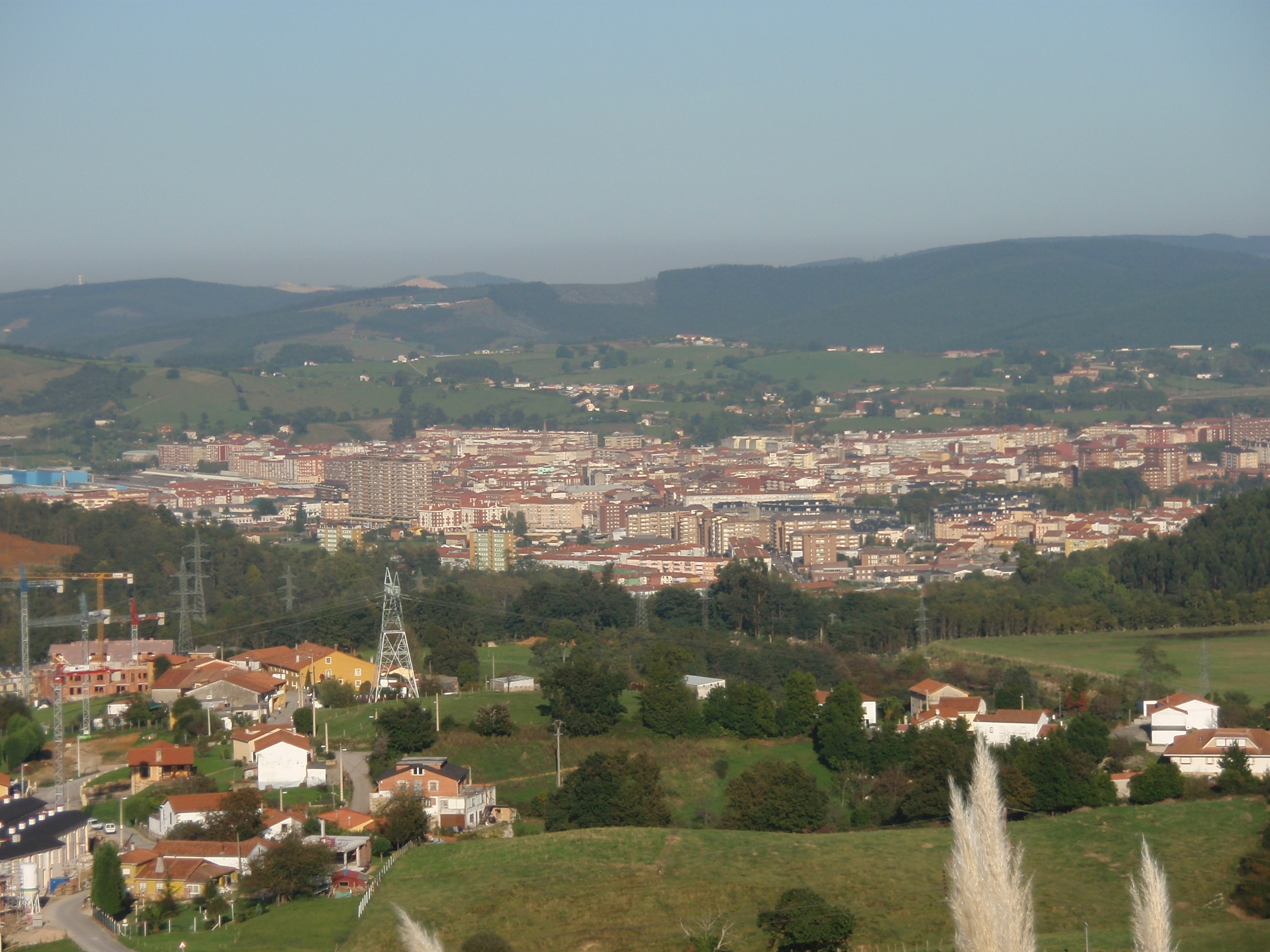
Vista de Torrelavega, capital de la comarca del Besaya y epicentro de la Revolución de 1934 en Cantabria.

El segundo día de huelga se multiplican los incidentes graves, sobre todo en el área de Torrelavega. Los revolucionarios incendian la iglesia de Sierrapando, cortan las comunicaciones telefónicas, intentan cortar el ferrocarril Santander-Torrelavega, comienzan el asalto al Ayuntamiento, queman la iglesia parroquial de Torrelavega, vuelan la conducción de aguas a Campuzano, el transformador de Sierrapando, el puente de Cohicillos, la iglesia de Mercadal y se enfrentan a las fuerzas de orden público en Viérnoles. En Barreda y Cartes cortan las carreteras y se enfrentan a la Guardia de Asalto. Como la mayoría fuerzas del puesto de la Guardia Civil de Torrelavega ha ido a Los Corrales de Buelna a sofocar incidentes, los guardias restantes tratan de controlar a los huelguistas de la ciudad efectuando disparos al aire: así hieren a una joven que miraba desde el balcón de su casa, además de matar a un obrero de la Granja Poch. En la tarde del día 6 llegan fuerzas de infantería desde Santoña, que declaran el Estado de Guerra. Ya por la noche sucede un nuevo incidente al ser tiroteada en Torres una furgoneta en la que patrullaban por la ciudad seis guardias civiles de Potes y Renedo acompañados por cinco falangistas; en el tiroteo muere uno de los falangistas, siendo heridos otros dos y dos guardias. En Villaescusa, tras hacerse con armas en las oficinas de la compañía Orconera y en diversas casas de particulares, un grupo de unos doscientos hombres entra en el ayuntamiento y proclama la República socialista, colgando una bandera roja en el edificio.
- Día 7 de octubre:

Por la mañana un camión de la Guardia de Asalto entra en Villaescusa y tras hacer varios disparos al aire logra que los revolucionarios se dispersen por los montes cercanos. Estos se irán entregando o serán capturados por la Guardia Civil en los siguientes días, hasta finales de mes. Estos presos de Villaescusa pasarían por las cárceles de Santa María Egipcíaca, el buque prisión Alfonso Pérez y El Dueso, algunos hasta 1936.
- Día 8 de octubre:

Los trabajadores de las minas de Camargo se suman a la huelga general.
- 11 de octubre:

Miembros de la Guardia Civil matan al alcalde socialista de Polanco cuando intentaba huir para evitar su detención.
- 16 de octubre:

Los trabajadores se reincorporan a sus puestos de trabajo en la mayoría de la región, finalizando la huelga y los enfrentamientos en la mayor parte de Cantabria.
- 17 de octubre:

Los trabajadores de los tranvías y camionetas del servicio municipal de Santander, conducidos por guardias municipales desde el inicio de la revolución, vuelven al trabajo.
- 18 de octubre:

La comarca de Torrelavega recupera la normalidad después de trece días de huelga, luchas e incidentes graves protagonizados por los obreros y las fuerzas del gobierno.
En Cantabria por tanto la huelga comenzó el día 5 de octubre y finalizó el 16, aunque Torrelavega no volvió a la normalidad hasta dos días más tarde, el 18. Durante estas dos semanas perdieron la vida en diferentes enfrentamientos un total de once personas, siendo otras heridas. Los enfrentamientos se produjeron principalmente en las zonas urbanas, industriales y mineras de Cantabria (Santander, Torrelavega, Valle de Buelna, Reinosa, Las Rozas de Valdearroyo, Piélagos, Astillero, Villaescusa...) mientras que las zonas rurales, con la excepción de Liébana, continuaban tranquilas (al ser estas zonas en las que las fuerzas revolucionarias no tenían casi presencia). Los revolucionarios intentaron cortar la entrada de suministros a Santander, pero finalmente las tropas del ejército que llegaron primero de Santoña y después de Burgos se hicieron con el control de la situación y usaron la región como retaguardia para las operaciones que se desarrollaban en Asturias; en especial la columna del coronel Solchaga que se organizó en Santander y se encaminó a la zona central de Asturias a través del valle del Sella, además de encargarse de recuperar la comarca de Liébana.
Como consecuencia de estos hechos se desató una enorme represión, siendo detenidos y juzgados en Consejo de Guerra numerosos obreros (por ejemplo los miembros del comité de huelga de Mataporquera fueron condenados en Burgos a entre doce y veinte años de cárcel por rebelión militar), muriendo algunos en la cárcel; otros muchos obreros fueron expulsados de sus puestos de trabajo; a otros se les obligó a firmar solicitudes de reingreso que anulaban sus contratos anteriores, perdiendo por tanto la antigüedad. Los alcaldes y concejales de diversas corporaciones izquierdistas, como la del Valle de Camargo, fueron destituidos, juzgados y encarcelados, siendo sustituidas por corporaciones derechistas. Fueron tantas las personas encarceladas que, al no haber suficiente sitio en las cárceles de Cantabria, se tuvo que habilitar un barco, el Alfonso Pérez, que se haría tristemente famoso de nuevo como cárcel tiempo después durante la Guerra Civil en Cantabria. Las Casas del Pueblo socialistas fueron clausuradas.
Los hechos que sucedieron durante la revolución, y la represión ocurrida después, serían utilizados por los partidos políticos desde 1934 hasta el comienzo de la guerra, especialmente durante la campaña de las elecciones generales de 1936.